# Oskar Wagner (Komponist)
Oskar Wagner (* 19. Jänner 1901 in Wien; † 8. September 1972 ebenda) war ein österreichischer Kapellmeister, Komponist und Filmkomponist.

## Leben und Wirken
Wagner erhielt in den 1920er Jahren seine künstlerische Ausbildung bei Franz Schreker, Franz Schmidt und Heinrich Schenker. Von 1929 bis 1936 wirkte er als Pianist und Arrangeur der Jazz-Combo Blue Boys, mit der er 1932 und 1933 das „Goldene Band“ beim Wettbewerb der Wiener Jazzkapellen und -sänger in der Kategorie „Jazzkapelle in kleiner Besetzung“ gewann. 1936 ging Wagner als Kurkapellmeister nach Bad Vöslau in Niederösterreich. Anschließend war er als freischaffender Komponist und Dirigent tätig, seit 1940 kamen eine Reihe von Filmkompositionsaufträge.
Wagner trat am 1. Mai 1933 der NSDAP bei (Mitgliedsnummer 1.627.931), zahlte aber nach dem Parteiverbot im Juni nur bis August 1933 Mitgliedsbeiträge, so dass eine Wiederaufnahme bzw. Fortführung der Parteimitgliedschaft nach dem Anschluss Österreichs abgelehnt wurde.
Zu Oskar Wagners Œuvre zählen die Opern Mittsommernacht und Totenhochzeit, die Orchestermusik Cid, mehrere Chor- und Instrumentalwerke, Schlagermusiken und sogar Tangos. Oskar Wagner, der auch das „Studio-Symphonieorchester“ gegründet hatte, war mit der Pianistin Alexandra Wiernik verheiratet.

## Als Filmkomponist
Seine kurze aber äußerst intensive Tätigkeit für das Kino begann Oskar Wagner in der Frühzeit des Zweiten Weltkriegs mit zwei erfolgreichen Theo-Lingen-Lustspielen von Ernst Marischka (Sieben Jahre Pech, Sieben Jahre Glück). In der Spätphase des Kriegs kam ein Auftrag für die amerikafreundliche Biografie Friedrich Lists Der unendliche Weg und ein weiterer für den letzten Emil-Jannings-Film Wo ist Herr Belling?, Wagners letzte Arbeit im Dritten Reich, hinzu. Bereits 1946 konnte er seine Arbeit bei österreichischen B-Produktionen wieder aufnehmen. Bis zum Ende des Jahrzehnts lieferte Wagner Kompositionen zu einer Fülle von Filmen, danach kehrte er dem Kino wieder weitgehend den Rücken zu.

## Auszeichnungen
1962 wurde Oskar Wagner vom ORF geehrt, außerdem wurde er mit dem Theodor-Körner-Preis bedacht.

## Filmografie
- 1940: Sieben Jahre Pech
- 1942: Sieben Jahre Glück
- 1943: Der unendliche Weg
- 1943: Das Lied der Nachtigall
- 1944: Ich brauche Dich
- 1944: Bravo, kleiner Thomas
- 1944/49: Ein Herz schlägt für Dich
- 1944/49: Das Gesetz der Liebe
- 1944/50: Schuß um Mitternacht
- 1945: Wo ist Herr Belling?
- 1946: Schleichendes Gift (Dokumentarfilm)
- 1947: Die Glücksmühle
- 1947: Seine einzige Liebe
- 1947: Die vertauschten Ehemänner (Wer küßt wen?)
- 1948: Der prämierte Leberfleck
- 1949: Dr. Rosin
- 1954: Wiener Herzen (Der Komödiant von Wien)
- 1956: Gasparone
- 1956: Hengst Maestoso Austria
- 1960: Hallstätter Ballade (Kurzdokumentarfilm)